# Крюково (Ростовская область)
Крю́ково — хутор в Куйбышевском районе Ростовской области.
Входит в состав Лысогорского сельского поселения.

## География
Находится на реке Тузлов, на стыке трёх районов: Куйбышевского, Родионово-Несветайского и Матвеево-Курганского.

## Население
| 2010 |
| ---- |
| 859  |

По данным переписи 1926 года по Северо-Кавказскому краю, на хуторе числилось 175 хозяйств и 1034 жителя (497 мужчин и 507 женщин), из которых 1004 — украинцы.

## Улицы
| - ул Молодёжная, - ул Октябрьская, - ул Победы, | - пер. Прифермский, - ул Тузловская, - ул Южная. |

## Инфраструктура
Дом культуры в настоящее время заброшен и находится в полуразрушенном состоянии.

## Достопримечательности
Церковь Рождества Пресвятой Богородицы, расположенная на окраине хутора, построена в 1902 году на пожертвования односельчан. После революции в её стенах размещался клуб, а затем склад химикатов. При Храме построена котельная и создана церковно-приходская школа, в которой на начало 2011 года обучалось 15 человек.

## Известные уроженцы
- Журавлёва, Наталья Гавриловна (1918—1994) — советская работница сельского хозяйства, Герой Социалистического Труда.